# Grand Prix Formule 1 van Argentinië 1998
De Grand Prix Formule 1 van Argentinië 1998 werd gehouden op 12 april 1998 in Buenos Aires.

## Verslag
Michael Schumacher werd bij de start ingehaald door Mika Häkkinen, terwijl David Coulthard zijn eerste plaats behield. Bij het begin van de tweede ronde ging Schumacher echter alweer voorbij Häkkinen. In dezelfde ronde ging Eddie Irvine ook voorbij Heinz-Harald Frentzen. Drie ronden later slaagde Schumacher erin om de eerste plaats van Coulthard over te nemen, nadat de Schot een foutje had gemaakt. Beide wagens raakten elkaar nog, waardoor Coulthard van de baan ging en de race voort zette op de zesde plaats. Hierna werd de race een duel tussen Schumacher, die gekozen had voor twee pitstops, en Häkkinen, die slechts één pitstop ging maken. Schumachers strategie bleek de juiste, nadat hij na zijn tweede pitstop als eerste de baan op kwam. Jacques Villeneuve werd aangevallen door Jean Alesi en Coulthard. De McLaren-rijder botste met Villeneuve, waardoor die moest opgeven. Hij scoorde het laatste puntje, achter Irvine, Alexander Wurz en Alesi. Schumacher won de race, ondanks dat hij een aantal keer van de baan schoof door de regen.

## Uitslag
| Positie | Nr | Rijder                | Team                | Ronden | Tijd/Opgave     | Startplaats | Punten |
| ------- | -- | --------------------- | ------------------- | ------ | --------------- | ----------- | ------ |
| 1       | 3  | Michael Schumacher    | Ferrari             | 72     | 1'48:36.1       | 2           | 10     |
| 2       | 8  | Mika Häkkinen         | McLaren-Mercedes    | 72     | +22.898         | 3           | 6      |
| 3       | 4  | Eddie Irvine          | Ferrari             | 72     | +57.745         | 4           | 4      |
| 4       | 6  | Alexander Wurz        | Benetton-Playlife   | 72     | +1:08.134       | 8           | 3      |
| 5       | 14 | Jean Alesi            | Sauber-Petronas     | 72     | +1:18.286       | 11          | 2      |
| 6       | 7  | David Coulthard       | McLaren-Mercedes    | 72     | +1:19.751       | 1           | 1      |
| 7       | 5  | Giancarlo Fisichella  | Benetton-Playlife   | 72     | +1:28.437       | 10          |        |
| 8       | 9  | Damon Hill            | Jordan-Mugen-Honda  | 71     | +1 Ronde        | 9           |        |
| 9       | 2  | Heinz-Harald Frentzen | Williams-Mecachrome | 71     | +1 Ronde        | 6           |        |
| 10      | 18 | Rubens Barrichello    | Stewart-Ford        | 70     | +2 Rondes       | 14          |        |
| 11      | 12 | Jarno Trulli          | Prost-Peugeot       | 70     | +2 Rondes       | 16          |        |
| 12      | 21 | Toranosuke Takagi     | Tyrrell-Ford        | 70     | +2 Rondes       | 13          |        |
| 13      | 22 | Shinji Nakano         | Minardi-Ford        | 69     | +3 Rondes       | 19          |        |
| 14      | 20 | Ricardo Rosset        | Tyrrell-Ford        | 68     | +4 Rondes       | 21          |        |
| 15      | 11 | Olivier Panis         | Prost-Peugeot       | 65     | Motor           | 15          |        |
| NF      | 23 | Esteban Tuero         | Minardi-Ford        | 63     | Spin            | 20          |        |
| NF      | 1  | Jacques Villeneuve    | Williams-Mecachrome | 52     | Botsing         | 7           |        |
| NF      | 15 | Johnny Herbert        | Sauber-Petronas     | 46     | Botsing         | 12          |        |
| NF      | 10 | Ralf Schumacher       | Jordan-Mugen-Honda  | 22     | Ophanging       | 5           |        |
| NF      | 17 | Mika Salo             | Arrows              | 18     | Versnellingsbak | 17          |        |
| NF      | 19 | Jan Magnussen         | Stewart-Ford        | 17     | Transmissie     | 22          |        |
| NF      | 16 | Pedro Diniz           | Arrows              | 13     | Versnellingsbak | 18          |        |

## Wetenswaardigheden
- Het was de laatste Grand Prix van Argentinië.
- Op weg naar de grid botsten beide Saubers.

## Statistieken
| Pole-position | David Coulthard | McLaren-Mercedes  | 1:25.852 |
| Snelste ronde | Alexander Wurz  | Benetton-Playlife | 1:28.179 |

## Noot
- Dit was de eerste snelste ronde voor Alexander Wurz.

1953 · 1954 · 1955 · 1956 · 1957 · 1958 · 1960 · 1971 · 1972 · 1973 · 1974 · 1975 · 1977 · 1978 · 1979 · 1980 · 1981 · 1995 · 1996 · 1997 · 1998